# لوون مالخاسیان
لوون بارویری مالخاسیان (ارمنی: Լևոն Պարույրի Մալխասյան؛  زادهٔ ۱ ژانویهٔ ۱۹۴۵) آهنگساز، نوازنده پیانو اهل ارمنستان است. وی از سال میلادی تاکنون مشغول فعالیت بوده است.

## زندگی‌نامه
وی در ۱ ژانویهٔ ۱۹۴۵ در ایروان به دنیا آمد و از دانشگاه دولتی زبان‌ها و علوم اجتماعی بروسوف ایروان فارغ‌التحصیل گشت. همچنین برندهٔ جوایزی همچون هنرمند مردمی جمهوری ارمنستان (۲۰۱۳)، چهره هنری شایسته جمهوری ارمنستان (۲۰۰۷) و شهروند افتخاری ارمنستان (۲۰۰۳) شده است.

## یادداشت
1. ↑  Հայաստանի արվեստի վաստակավոր գործիչ